# Natació als Jocs Olímpics d'Estiu de 1932 - relleus 4x100 metres lliures femenins
Els 4x100 metres lliures femenins va ser una de les onze proves de natació que es disputaren als Jocs Olímpics d'Estiu de Los Angeles de 1932. La competició es disputà el 12 d'agost de 1932. Hi van prendre part 20 nedadores procedents de 5 països.

## Medallistes
| Or                                                                           | Plata                                                                        | Bronze                                                               |
| Estats UnitsHelen Johns · Helene Madison · Josephine McKim · Eleanor Saville | Països BaixosCorrie Laddé · Willy den Ouden · Puck Oversloot · Maria Vierdag | Regne UnitJoyce Cooper · Valerie Davies · Edna Hughes · Helen Varcoe |

## Rècords
Aquests eren els rècords del món i olímpic que hi havia abans de la celebració dels Jocs Olímpics de 1932.
| Rècord del Món | 4' 47.6" | Adelaide Lambert Albina Osipowich Eleanor Garatti Martha Norelius | Amsterdam (NED) | 9 d'agost de 1928 |
| Rècord Olímpic | 4' 47.6" | Adelaide Lambert Albina Osipowich Eleanor Garatti Martha Norelius | Amsterdam (NED) | 9 d'agost de 1928 |

Els Estats Units va establir un nou rècord del món amb un temps de 4' 38.0".

## Resultats
Amb tan sols cinc països participants en aquesta prova no es van disputar eliminatòries prèvies.
Final
| Posició | Nedadores                                                            | Temps     |
| ------- | -------------------------------------------------------------------- | --------- |
| 1       | Josephine McKim, Helen Johns, Eleanor Saville i Helene Madison (USA) | 4:38.0 WR |
| 2       | Maria Vierdag, Puck Oversloot, Corrie Laddé i Willy den Ouden (NED)  | 4:47.5    |
| 3       | Valerie Davies, Helen Varcoe, Joyce Cooper i Edna Hughes (GBR)       | 4:52.4    |
| 4       | Irene Pirie, Irene Mullen, Ruth Kerr i Betty Edwards (CAN)           | 5:05.7    |
| 5       | Kazue Kojima, Hatsuko Morioka, Misao Yokota i Yukie Arata (JPN)      | 5:06.7 NR |